# Merlino (Italia)
Merlino (Merlin in dialetto locale) è un comune italiano di 1 687 abitanti della provincia di Lodi in Lombardia.

## Storia
Il paese, il cui nome probabilmente è di origine romana e deriva da “locum Merle”, è situato nell'alto Lodigiano ai confini con le provincie di Milano e Cremona ed è delimitato ad est dal fiume Adda e ad ovest dal canale Muzza.
Inizialmente feudo dei conti di Merlino, nel 1370 la terra fu donata da Bernabò Visconti alla moglie Regina della Scala, per poi diventare di proprietà della famiglia del conte Belgioioso che la occupò dal 1647 al 1782.
In età napoleonica (1809-16) Merlino fu frazione di Paullo, recuperando l'autonomia con la costituzione del Regno Lombardo-Veneto.
Nel 1841 furono aggregati al comune di Merlino i comuni di Marzano e Vaiano.

### Simboli
Lo stemma e il gonfalone sono stati concessi con decreto del presidente della Repubblica del 26 febbraio 1975.
Stemma
Gonfalone

## Monumenti e luoghi d'interesse
Di rilievo la parrocchiale dei Santi Stefano e Zenone, di antica origine, ma ricostruita nel 1615 e restaurata nei secoli successivi e il Santuario di San Giovanni del Calandrone.

## Società

### Evoluzione demografica
Abitanti censiti

### Etnie e minoranze straniere
Gli stranieri residenti a Merlino al 1º gennaio 2023 sono 227 e rappresentano il 13,3% della popolazione residente.
La comunità straniera più numerosa è quella proveniente dalla Romania con il 23,3% di tutti gli stranieri presenti sul territorio, seguita dall'India (14,5%) e dall'Albania (7,5%).

### Lingue e dialetti
A Merlino è parlato il dialetto lodigiano, una delle varianti del ramo occidentale o insubre della lingua lombarda.

### Religione
La maggioranza della popolazione è cattolica, anche se l'immigrazione straniera ha portato all'insediamento di minoranze di ortodossi e musulmani.
Il territorio comunale è suddiviso nelle due parrocchie di Merlino, dedicata ai santi Stefano e Zenone, e di Marzano, dedicata a sant'Ambrogio vescovo; entrambe appartengono al vicariato di Paullo della diocesi di Lodi. Da rilevare anche la presenza del santuario di San Giovanni del Calandrone.

## Geografia antropica

### Frazioni
Possiedono lo status di frazione le località di Marzano e Vaiano.

#### Altre località del territorio
Beccia, Bezzecca, Bocche Canal Marzano, Cazzanello, Molino, Molino Cazzanello, Pradazzo, Risorgenza, Torchio.

#### Località scomparse
Bariano, Cazzano

#### Clima
La zona climatica per il territorio di Merlino, assegnata con Decreto del Presidente della Repubblica n. 412 del 26 agosto 1993 e successivi aggiornamenti fino al 31 ottobre 2009.
| Zona climatica E   | Periodo di accensione degli impianti termici: dal 15 ottobre al 15 aprile (14 ore giornaliere), salvo ampliamenti disposti dal Sindaco. |
| Gradi-giorno 2.557 | Il grado-giorno (GG) di una località è l'unità di misura che stima il fabbisogno energetico necessario per mantenere un clima confortevole nelle abitazioni. Rappresenta la somma, estesa a tutti i giorni di un periodo annuale convenzionale di riscaldamento, degli incrementi medi giornalieri di temperatura necessari per raggiungere la soglia di 20 °C. Più alto è il valore del GG e maggiore è la necessità di tenere acceso l'impianto termico. |

In base alla media trentennale di riferimento (1971-2000) della stazione meteorologica di Milano Linate, situata a poco più di 10 km, la temperatura media del mese più freddo, gennaio, è di +2,5 °C, mentre quella del mese più caldo, luglio, è di +23,6 °C; mediamente si contano 57 giorni di gelo all'anno e 31 giorni annui con temperatura massima uguale o superiore ai 30 °C. Nel trentennio esaminato, i valori estremi di temperatura sono i +37,2 °C del luglio 1983 e i -14,4 °C del gennaio 1985.
Le precipitazioni medie annue si attestano a 920 mm, mediamente distribuite in 82 giorni, con minimo relativo in inverno, picco massimo in autunno e massimo secondario in primavera per gli accumuli totali stagionali.
L'umidità relativa media annua fa registrare il valore di 75,5% con minimi di 70% a marzo e a luglio e massimo di 84% a dicembre; mediamente si contano 93 giorni all'anno con episodi nebbiosi
Rischio sismico
La zona sismica per il territorio di Merlino, indicata nell'Ordinanza del Presidente del Consiglio dei Ministri n. 3274/2003, aggiornata con la Delibera della Giunta Regionale della Lombardia dell'11 luglio 2014 n.2129 entrata in vigore il 10 aprile 2016.
| Zona sismica 3 | Zona con pericolosità sismica bassa, che può essere soggetta a scuotimenti modesti. |

## Economia

### Agricoltura
Nell'economia locale l'agricoltura, grazie alle favorevoli caratteristiche del terreno, continua a rivestire un ruolo importante: si coltivano essenzialmente cereali e foraggi; sviluppato è anche l'allevamento di bovini.

### Industria
La recente apertura del vicinissimo casello di Paullo della TEEM tangenziale est esterna di Milano sta rapidamente sviluppando anche il settore industriale, al momento presente (una importante lavanderia, una produttrice di cavi, una concessionaria di mezzi agricoli, una ditta di supporti informatici...). Vi è sul territorio anche la presenza di qualche laboratorio artigianale.

## Amministrazione
Il Comune di Merlino ha sede in Piazza Libertà n. 1.
Il codice fiscale del Comune è : 84507390155 ed il Codice univoco per la fatturazione elettronica è UFJJM0
Segue un elenco storico delle amministrazioni locali.
| Periodo | Periodo | Primo cittadino   | Partito      | Carica  | Note |
| ------- | ------- | ----------------- | ------------ | ------- | ---- |
| 1945    |         | Luigi Membri      |              | Sindaco |      |
| 1946    | 1951    | Domenico Acerbi   |              | Sindaco |      |
| 1951    | 1960    | Giovanni Foglia   |              | Sindaco |      |
| 1960    | 1970    | Giuseppe Dell'Era |              | Sindaco |      |
| 1970    | 1975    | Angelo Pancotti   |              | Sindaco |      |
| 1975    | 1995    | Giuseppe Vignati  |              | Sindaco |      |
| 1995    | 2004    | Emiliana Vignali  |              | Sindaco |      |
| 2004    | 2019    | Giovanni Fazzi    | lista civica | Sindaco |      |
| 2019    | 2021    | Giancarlo Premoli |              | Sindaco |      |
| 2021    |         | Giovanni Fazzi    | lista civica | Sindaco |      |

## Infrastrutture e trasporti

### Scuole
A Merlino le strutture scolastiche disponibili sono quelle della Scuola dell'Infanzia (ex asilo) e della Scuola Primaria (ex elementare).
Entrambe fanno parte dell'Istituto Comprensivo di Zelo Buon Persico a cui fanno riferimento le scuole di Zelo B.P., Merlino e Comazzo. A Zelo Buon Persico si trova anche l'unica Scuola Secondaria di primo grado (ex media) per i ragazzi residenti nei tre comuni sopra citati.
Il Comune garantisce i servizi di trasporto, mensa e doposcuola.

### Strade
Merlino è interessato indirettamente dalla strada provinciale ex SS 415 Paullese, arteria di grosso traffico, che è oggetto a far tempo dalla fine del 2021 del raddoppio delle corsie di marcia in direzione Milano. È inoltre previsto successivamente anche il raddoppio in direzione Crema.
Il comune inoltre è servito dalla tangenziale est esterna di Milano tramite il casello di Paullo, posto a poche centinaia di metri dal confine comunale.

### Trasporto pubblico
I trasporti interurbani di Merlino vengono svolti con autoservizi di linea gestiti dalle società Autoguidovie Italiane e LINE. È inoltre in progetto il prolungamento della linea M3 della metropolitana di Milano con due fermate nel limitrofo comune di Paullo.
Le linee che transitano in Merlino sono:
412 Zelo B.P. - Paullo - S.Donato M3 - Milano
419 Paullo - Melzo - Gorgonzola
Con i pullman, anche se non frequentissimi, Merlino è direttamente collegato a Milano (capolinea metropolitana Linea 3 "San Donato") ma si possono raggiungere anche le località di Crema, Lodi, Gorgonzola e Melzo sfruttando le coincidenze delle altre linee nei più vicini comuni di Zelo Buon Persico o Paullo.